# Rock 'n' Roll Doctor
"Rock 'n' Roll Doctor" es un sencillo de la banda de heavy metal inglesa Black Sabbath, perteneciente al álbum de 1976 Technical Ecstasy. Fue compuesta por Geezer Butler, Tony Iommi, Ozzy Osbourne y Bill Ward, y fue lanzada como sencillo junto a la canción "Dirty Women".

## Personal
- Ozzy Osbourne - voz
- Geezer Butler - bajo
- Tony Iommi - guitarra
- Bill Ward - batería
- Gerald Woodroffe - teclados

## Versiones
La banda de heavy metal brasilera Dr. Sin hizo una versión de la canción en su álbum de 2005 Listen to the Doctors.